# Microsoft XNA

Il logo di Microsoft XNA.

Microsoft XNA (XNA is Not an Acronym, letteralmente "XNA non è un acronimo") è un framework gratuito realizzato da Microsoft specifico per lo sviluppo di videogiochi su più piattaforme: PC, Xbox 360 e Windows Phone 7. È stato supportato ufficialmente dal 2006 al 2013. Fornisce una serie di classi e relative funzioni atte a semplificare lo sviluppo di videogiochi, sia bidimensionali che tridimensionali. XNA infatti svolge molte delle procedure a livello basso che normalmente bisogna affrontare durante lo sviluppo di un videogioco, come ad esempio l'implementazione integrata per la gestione della grafica, del suono e degli input.

## Funzionamento
Basato su DirectX 9 e .NET Framework, esso si sviluppa in C# con l'utilizzo dell'IDE Visual Studio, anche in versione gratuita Express. Un'altra caratteristica di XNA è la sua possibilità di lavorare sia ad alto livello sia a basso livello, a discrezione dello sviluppatore. Ad esempio è possibile applicare velocemente uno shader preconfigurato tra i molti già disponibili come un effetto di luce ed ombra, oppure è possibile scrivere personalmente uno shader o una struttura dati su cui operare (ad esempio la struttura della rappresentazione di un vertice), scegliendo quanti bit allocare e come utilizzarli all'interno della memoria video.

## Storia
La prima versione beta pubblicata risale al 2006.
L'ultima versione di XNA è la 4.0, con gli ultimi aggiornamenti risalenti a ottobre 2011.
Lo sviluppo della piattaforma è cessato ufficialmente a inizio 2013. MonoGame, un'implementazione open source di XNA, ha continuato a supportare gli sviluppatori di giochi XNA, consentendo loro anche di realizzare prodotti per Windows 8, che altrimenti non supporta XNA.